# Mikey Madison
Mikaela Madison Rosberg, känd som Mikey Madison, född 25 mars 1999 i Los Angeles i Kalifornien, är en amerikansk skådespelare. 
Hon är bland annat känd för att spela rollen som Max Fox i FX-serien Better Things (2016–2022), Mansonfamiljemedlemmen Susan "Sadie" Atkins i Quentin Tarantinos film Once Upon a Time in Hollywood (2019) och Amber Freeman i skräckfilmen Scream (2022).
För huvudrollen i Anora fick hon mycket beröm av kritiker och tilldelades priset för Bästa kvinnliga huvudroll vid Oscarsgalan 2025.
Madison har judiskt påbrå och båda hennes föräldrar är psykologer. Hon har fyra syskon, två systrar och två bröder. Den ena brodern är hennes tvilling.